# The Fog - Nebbia assassina
The Fog - Nebbia assassina (The Fog) è un film del 2005 di Rupert Wainwright, remake dell'omonimo film del 1980 di John Carpenter.
Il film è uscito nelle sale cinematografiche italiane il 14 aprile 2006.

## Trama
È il 21 aprile: la festa della fondazione (il centenario) della cittadina insulare di Antonio Bay, nell'Oregon. Nick Castle e Brett Spooner, al largo della costa, disincagliano inconsapevolmente, dal fondo dell'oceano, un'antica borsa, con l'ancora della loro imbarcazione da pesca "Seagrass". La sacca giunge sulle rive dell'isola che ospita Antonio Bay, portata dalle onde. Alcuni antichi oggetti che vi sono contenuti (un orologio da tasca ed una spazzola incrostati) vengono raccolti. Un sopito maleficio viene destato. La sera di quello stesso giorno, Spooner (socio di Castle), salpato dal porto, organizza, in assenza del suo skipper, una festa a bordo del peschereccio.

Ben presto cominciano a verificarsi strani accadimenti: il motore non si avvia, le comunicazioni sono interrotte e cala una strana e densa nebbia. Quei vapori animano gli oggetti a bordo della barca contro i passeggeri, arrecandone la morte. Spooner solo, rifugiatosi nella cambusa, si salva all'interno di una cella frigorifera, nella quale la nebbia assassina non è in grado di filtrare.
Il giorno che segue, Castle, accompagnato dalla fidanzata Elizabeth Williams, recupera la barca con il suo carico di morti.
Spooner, in stato di assideramento e di shock, professa all'amico la propria innocenza, accusando l'inspiegabile bruma. Afferma, inoltre, d'aver scorto la sagoma di un antico veliero avvicinarsi alla loro imbarcazione prima del verificarsi degli assassinii. Le locali forze dell'ordine lo incriminano. Castle, recupera una videocamera a bordo della "Seagrass" (sottraendola alle indagini di polizia) per investigare personalmente sui fatti avvenuti e tentare di scagionare l'amico.

Più tardi, alla rimessa delle barche del proprio fidanzato, Elisabeth visiona il video della festa girato precedentemente, appurando l'innocenza di Spooner. Ma "qualcosa" agisce contro la verità e causa la caduta in acqua di lei e della videocamera. In seguito a ciò, Elisabeth, accidentalmente rinviene in un nascondiglio, l'antico diario di uno dei quattro padri fondatori della città: sono le memorie di Patrick Malone (antenato sia di Tom Malone, il sindaco, che di Padre Bobby Malone, prete dell'isola).
Attraverso le pagine del diario, Elizabeth scopre la menzogna sulla quale la città è prosperata per molto tempo: un secolo prima, una nave di mercanti colpiti da lebbra, conclude un contratto con i fondatori di Antonio Bay. I termini sono questi: in cambio di una cifra ingente, i mercanti e le loro famiglie potranno stabilirsi sull'isola. Ma i padri fondatori, per avidità, rompono il patto e decidono di derubare i mercanti di tutti i loro averi, di bruciare la nave ("Elizabeth Dane") con tutti gli ammalati. È l'anno 1871, quando i quattro si macchiano dell'abominevole crimine. Imbarcazione e passeggeri affondano nella notte. La nebbia cala, densa, sull'oceano. Antonio Bay, prima solo un insieme di sparute e squallide casupole, grazie alle notevoli risorse economiche sottratte, da quel momento inizia a crescere, a fiorire. Elizabeth rimane sconvolta dal racconto.
Intanto la nebbia, giunta a terra, stringe il cerchio attorno alle abitazioni. Con la bruma, da una "Elizabeth Dane" fantasma, sbarcano gli spettri dei mercanti trucidati, pronti a compiere una cruenta rivalsa al grido di "Sangue chiama sangue", capeggiati dal commerciante di nome Blake (che nell'incendio ha perduto l'adorata consorte).
Gli abitanti cadono l'uno dopo l'altro sotto i colpi degli spettri. Dal faro di Antonio Bay, Stevie Wayne, proprietaria della radio locale (nonché pronipote di uno dei padri fondatori), avendo assistito in diretta video alla morte atroce dell'amico meteorologo, cerca di raggiungere il proprio figlioletto Andy, rimasto a casa (non prima d'aver richiesto, via radio, aiuto per lui), ma la nebbia assassina ne travolge l'auto facendola precipitare dalla scogliera.
Sopravvissuta all'impatto, a fatica sfugge all'annegamento e alle grinfie di uno spettro. Castle, ascoltato il messaggio di Stevie, si precipita in soccorso di Andy, riuscendo a metterlo in salvo. Stevie li raggiunge.
Più tardi, Nick Castle, Elizabeth Williams e sua madre Kathy (direttrice del museo cittadino), Stevie, Tom e Bobby Malone (tutti aventi un legame di parentela con i quattro assassini dei mercanti) si ritrovano assieme, alla mercé dei fantasmi.

Gli spiriti inquieti, in sequenza si prendono la vita della madre di Elizabeth, del prete e del sindaco (a quest'ultimo, simbolicamente, riservano una morte particolare: bruciano lui assieme all'antico e mai onorato contratto).

A questo punto, Elizabeth, animata da un'oscura volontà, si fa avanti. I fantasmi le si avvicinano. Qualcosa li trattiene dall'avventarsi su di lei: Blake infatti, ha ravvisato nei lineamenti della ragazza, identici tratti somatici della propria giovane moglie. La bacia: Elizabeth Williams è la reincarnazione di Elizabeth Dane. La sete di sangue degli spettri si placa. La nebbia assassina, Blake e gli altri, svaniscono portandosi con loro la giovane.